# Partito Nasserista Arabo Democratico
Il Partito nasserista arabo democratico (in arabo الحزب العربى الديمقراطى الناصرى‎?, al-ḥizb al-arabī al-dīmuqrāṭī al-nāṣerī) è stato un partito politico egiziano, il quale si proponeva come continuatore delle ideologie promosse dall'Unione Socialista Araba, la formazione politica fondata e guidata dal secondo presidente egiziano Gamal Abd el-Nasser.
Nelle elezioni politiche del 2000 il partito ottenne 3 dei 454 seggi del Parlamento egiziano. Nelle successive elezioni del 2005, del 2010 e del 2011 non ottenne alcun seggio, mentre in quelle del 2015 rientrò in Parlamento con un solo seggio.

## Storia
Le liberalizzazioni economiche ed il cambiamento di politica estera, messi in atto dal presidente Anwar al-Sadat, allontanarono alla fine degli anni '70 molti ideologi nasseristi. In quegli anni sorse un gruppo illegale, chiamato Thawrat Misri, o Movimento per la Rivoluzione egiziana, al quale aderirono molti dei nasseristi allontanati dal governo.
Gli ideologi nasseriani invece scelsero di avvicinarsi od al Partito Socialista del Lavoro, oppure al Partito Nazionale Unionista Progressista, nel quale rimasero per tutto il resto degli anni '80.
Finalmente la situazione si risolse, nel 1992, quando venne creato il Partito Nasserista Arabo Democratico, riconosciuto dalle autorità, il quale opera nella più totale legalità.

## Programma politico
- Cambiamento sociale per favorire il progresso e lo sviluppo.
- Difesa e Libertà della volontà nazionale.
- Rifiuto totale della violenza e combattere il terrorismo.
- Tutelare le libertà civili.
- Rafforzare il ruolo del settore pubblico.
- Modernizzare l'industria Egiziana.
- Sviluppare il settore agricolo.
- Incoraggiare l'integrazione economica Inter-Araba.
- Fornire cure mediche gratuite ai cittadini.
- Promuovere la pace a livello mondiale.

## Leader
- Diya al-Din Dawud (1992 - 2012)